# Andeer
Andeer () est une commune suisse du canton des Grisons.
Depuis le 1er janvier 2009, Pignia et Clugin sont rattachés à la commune de Andeer.
Le centre du village est reconnu comme bien culturel suisse d'importance nationale comprenant la « Chasa Padrun no 64 ».

## Monuments et curiosités

Photo aérienne prise à 2000 m par Walter Mittelholzer (1925).

L'église réformée est une reconstruction baroque de 1673, le clocher surmontant le chœur provenant du bâtiment précédent datant de 1580 environ. Les fonts baptismaux à l'intérieur sont contemporains.

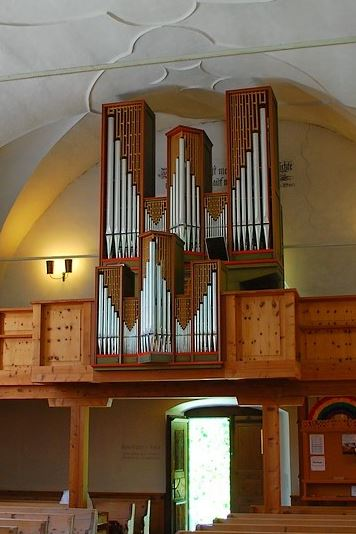
Orgue Kuhn (manufacture suisse), église d'Andeer.

Église d'Andeer : l'orgue Kuhn (voir cliché au bas de la page, à droite).
La maison Pedrun (Chasa Padrun), édifiée probablement en 1501, est entièrement recouverte de sgraffites remontant à 1560-70.
Sur le territoire d'Andeer se trouve une partie des gorges de la Roffla.